# Ligne de Châteauroux à La Ville-Gozet
La ligne de Châteauroux à La Ville-Gozet est une ligne de chemin de fer française à écartement standard et à voie unique non électrifiée. Elle reliait la gare de Châteauroux, dans l'Indre, à celle de La Ville-Gozet située à Montluçon, dans le département de l'Allier.
Elle constitue la ligne n°696 000 du réseau ferré national.

## Histoire

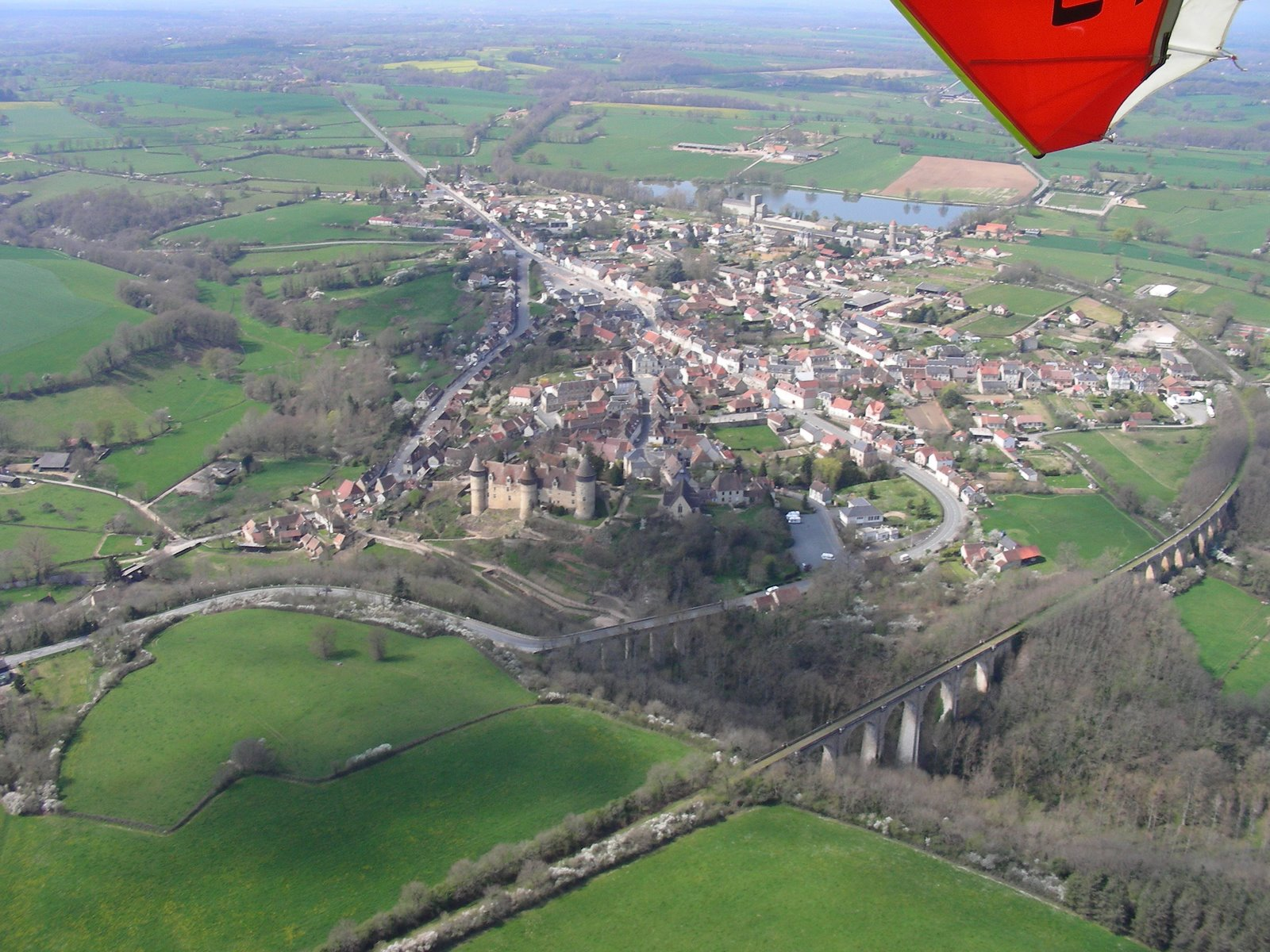
La voie et le pont ferroviaire. Vue aérienne au niveau de Culan.

La ligne, partie d'un itinéraire de Tours à Montluçon, est concédée à la Compagnie des chemins de fer de la Vendée par une loi le 24 mars 1874.
Par un décret du 9 juin 1877, les lignes concédées à la Compagnie des chemins de fer de la Vendée sont placées sous séquestre. Toutefois, un décret du même jour accorde un crédit extraordinaire à l'administration du séquestre pour la poursuite des travaux de la ligne de Tours à Montluçon. Une convention signée, le 22 mai 1877, entre la Compagnie des chemins de fer de la Vendée et l'État prévoit le rachat du réseau de la compagnie par ce dernier. Cette convention est approuvée par une loi le 18 mai 1878.
La section de la gare de Châteauroux à celle de La Châtre est inaugurée par l'administration des chemins de fer de l'État le dimanche 8 janvier 1882.
La ligne est cédée par l'État à la Compagnie du chemin de fer de Paris à Orléans (PO) par une convention signée entre le ministre des Travaux publics et la compagnie le 28 juin 1883. Cette convention est approuvée par une loi le 20 novembre suivant.
Le 22 septembre 1884, la Compagnie du PO est autorisée à ouvrir à l'exploitation les 66,101 kilomètres de la section située entre La Châtre et Montluçon. Outre les gares des extrémités, elle comprend six stations : Champillet-Urciers, Châteaumeillant, Culan, Saint-Désiré, Courçais, La Chapelaude ; et une halte : la Ville Gozet.
En septembre 1969, la ligne est fermée au trafic voyageurs dans son intégralité, ainsi qu'au trafic fret entre La Châtre et Champillet-Urciers. Ce tronçon est déclassé dans la foulée, en 1973. Les autres suivront progressivement dans les années 1980/90.
Le tronçon entre Châteauroux et Ardentes rouvre de manière éphémère entre 2001 et 2004, les collectivités locales ayant déboursé plus d'un demi-million d'euros pour remettre en service l'infrastructure (passages à niveaux notamment) à destination de l'industrie locale du bois. Malgré les investissements réalisés, la SNCF décide unilatéralement de fermer la gare fret d'Ardentes au bout de 3 ans pour réduire ses coûts,.

## Voies vertes
Une voie verte de 11 km a été aménagée en 2022 de La Châtre à Champillet, une autre est en projet de Châteauroux à La Châtre.